# Vélo d'Or Mondial
De Vélo d'Or Mondial is een trofee voor de beste wielrenner van de wereld van een bepaald jaar. Het is een initiatief van het Franse maandblad Vélo Magazine, en de trofee wordt toegekend door een panel van beroepsjournalisten uit de hele wereld. De trofee werd voor het eerst uitgereikt in 1992.
Voor de beste Franse wielrenner is er een analoge trofee, de Vélo d'Or français en vanaf 2023 is er de Trophée Eddy Merckx voor de beste wereldwijde klassiekerrenner voor zowel mannen als vrouwen. Een jaar later werden de Chris Hoy Trofee voor de beste rijder in Olympische disciplines en de Gino Mäder Prijs voor sociale betrokkenheid in het leven geroepen.
Sinds 2023 wordt er analoog aan de Ballon d'Or ook een ceremonie georganiseerd rondom de uitreiking. 
De vijf trofeeën van Lance Armstrong zijn hem ontnomen na het bekendraken van zijn dopingverleden; ze werden niet vervangen.

## Winnaars Vélo d'Or mannen
| Jaar | Winnaar           | Land             |
| ---- | ----------------- | ---------------- |
| 1992 | Miguel Indurain   | Spanje           |
| 1993 | Miguel Indurain   | Spanje           |
| 1994 | Tony Rominger     | Zwitserland      |
| 1995 | Laurent Jalabert  | Frankrijk        |
| 1996 | Johan Museeuw     | België           |
| 1997 | Jan Ullrich       | Duitsland        |
| 1998 | Marco Pantani     | Italië           |
| 1999 | (Lance Armstrong) | Verenigde Staten |
| 2000 | (Lance Armstrong) | Verenigde Staten |
| 2001 | (Lance Armstrong) | Verenigde Staten |
| 2002 | Mario Cipollini   | Italië           |
| 2003 | (Lance Armstrong) | Verenigde Staten |
| 2004 | (Lance Armstrong) | Verenigde Staten |
| 2005 | Tom Boonen        | België           |
| 2006 | Paolo Bettini     | Italië           |
| 2007 | Alberto Contador  | Spanje           |
| 2008 | Alberto Contador  | Spanje           |

| Jaar | Winnaar            | Land                |
| ---- | ------------------ | ------------------- |
| 2009 | Alberto Contador   | Spanje              |
| 2010 | Fabian Cancellara  | Zwitserland         |
| 2011 | Philippe Gilbert   | België              |
| 2012 | Bradley Wiggins    | Verenigd Koninkrijk |
| 2013 | Chris Froome       | Verenigd Koninkrijk |
| 2014 | Alberto Contador   | Spanje              |
| 2015 | Chris Froome       | Verenigd Koninkrijk |
| 2016 | Peter Sagan        | Slowakije           |
| 2017 | Chris Froome       | Verenigd Koninkrijk |
| 2018 | Alejandro Valverde | Spanje              |
| 2019 | Julian Alaphilippe | Frankrijk           |
| 2020 | Primož Roglič      | Slovenië            |
| 2021 | Tadej Pogačar      | Slovenië            |
| 2022 | Remco Evenepoel    | België              |
| 2023 | Jonas Vingegaard   | Denemarken          |
| 2024 | Tadej Pogačar      | Slovenië            |

## Winnaars Vélo d'Or vrouwen
| Jaar | Winnaar              | Land      |
| ---- | -------------------- | --------- |
| 2022 | Annemiek van Vleuten | Nederland |
| 2023 | Demi Vollering       | Nederland |
| 2024 | Lotte Kopecky        | België    |

## Winnaars Trophée Eddy Merckx mannen
| Jaar | Winnaar              | Land      |
| ---- | -------------------- | --------- |
| 2023 | Mathieu van der Poel | Nederland |
| 2024 | Tadej Pogačar        | Slovenië  |

## Winnaars Trophée Eddy Merckx vrouwen
| Jaar | Winnaar       | Land   |
| ---- | ------------- | ------ |
| 2023 | Lotte Kopecky | België |
| 2024 | Lotte Kopecky | België |

## Winnaars Chris Hoy Trofee
| Jaar | Winnaar          | Land      |
| ---- | ---------------- | --------- |
| 2024 | Harrie Lavreysen | Nederland |

## Winnaars Gino Mäder Prijs
| Jaar | Winnaar         | Land   |
| ---- | --------------- | ------ |
| 2024 | Luis Ángel Maté | Spanje |